# Ferronière

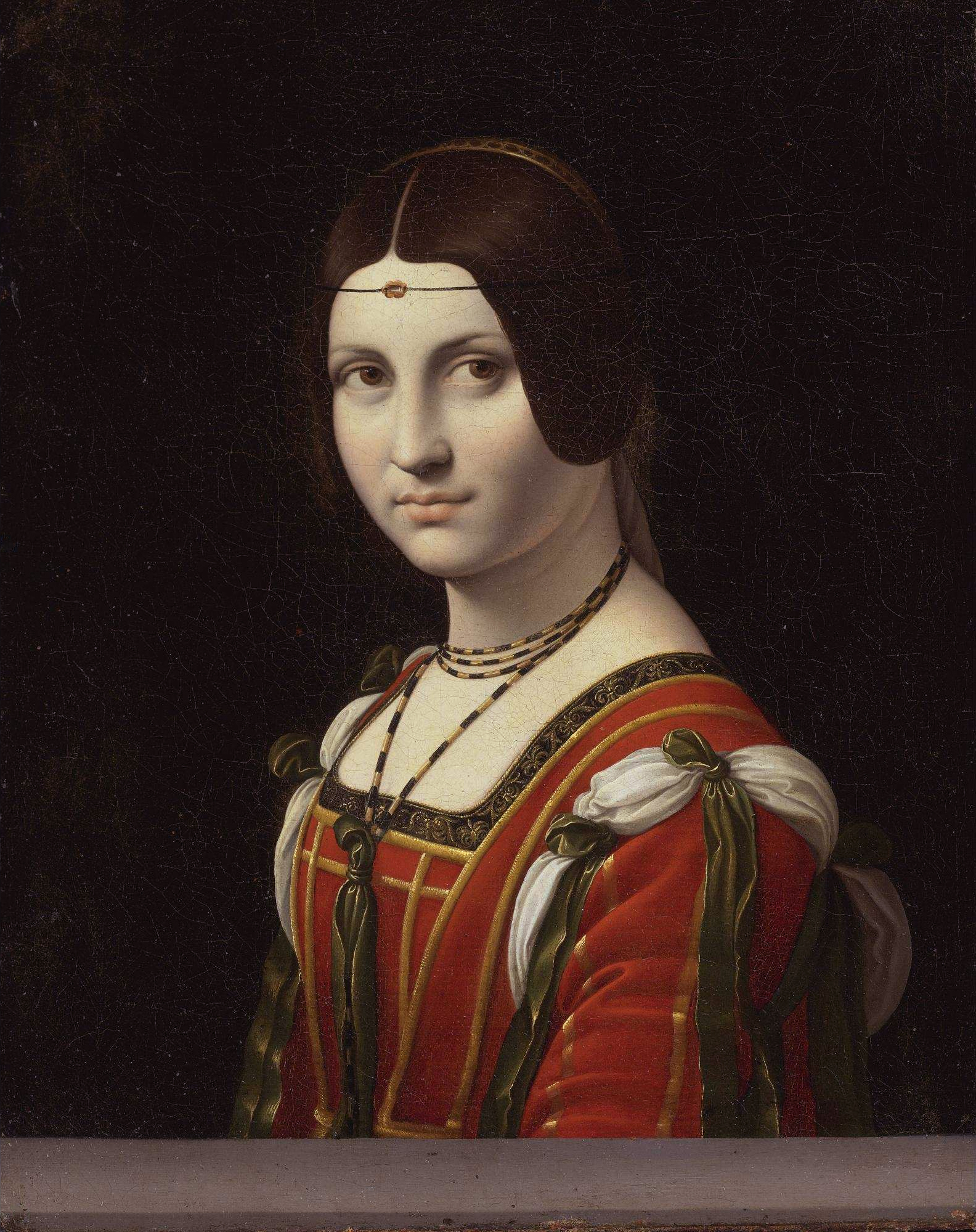
Portrait anonyme d'une dame de Mantoue, dite à tort «La Belle Ferronnière», Léonard de Vinci, musée du Louvre, Paris.

Une ferronière ou ferronnière est une chaîne ou un bandeau ceignant la tête d'une femme et laissant apparaître un bijou (camée ou pierre précieuse) sur le front. Portée originellement dans l'Italie de la fin du XVe siècle, elle a été rebaptisée ferronnière lors de sa renaissance dans le deuxième quart du XIXe siècle pour les tenues de jour et (plus fréquemment) de soirée.

## Étymologie
Le terme ferronnière pour décrire ces bandeaux a probablement été inventé au début du XIXe siècle. Le Merriam-Webster date la première utilisation du terme à 1831, et l'Oxford English Dictionary note que la première utilisation du terme se trouve dans une publication du milieu du XIXe siècle intitulée World of Fashion TLF estime quant à lui sa première apparition à  1832 dans le Journal des femmes. Certaines sources suggèrent que le terme était contemporain des années 1490,,
On dit souvent que la ferronnière doit son nom à un portrait des années 1490 attribué à l'école de Léonard de Vinci, La Belle Ferronnière, où le modèle porte un tel ornement. Cependant, le titre de ce tableau a été attribué au XVIIIe siècle, bien après qu'il a été peint, en supposant à tort qu'il représentait Madame Le Féron, une maîtresse réputée de François Ier, ou une autre maîtresse qui aurait été la femme d'un marchand de fer.  Dans son catalogue, le Louvre suggère que La belle ferronnière était appelée ainsi en raison de son ornement frontal, une théorie soutenue par d'autres spécialistes, mais d'autres sources concluent que l'ornement a été nommé d'après le tableau, car l'application spécifique du terme n'existait apparemment pas avant le XIXe siècle,
Vincent Delieuvin, conservateur au musée du Louvre propose une explication qui semble résoudre certaines contradictions .
La confusion ne remonterait pas à une erreur d'inventaire au sein du musée du Louvre en 1709 par un certain Nicolas Bailly, comme cela est communément admis. Le tableau authentique de «La Belle Ferronière», représentant la supposée maîtresse de François Ier existe bien. C'est une œuvre mineure longtemps attribuée à Léonard de Vinci, mais cette attribution semble désormais réfutée, puisqu'elle porte sur la dernière notice du musée la mention «auteur anonyme». Cette œuvre est longtemps restée dans les réserves du musée, donc quasi inconnue du public. Elle y représente une dame peinte de profil, dont les attributs vestimentaires sont cohérents avec les habitudes des dames françaises de cette époque, alors que la fausse Ferronière représente une dame étrangère de 3/4 dont la tenue vestimentaire, d'inspiration espagnole, permet de la rattacher au sud de l'actuelle Italie, alors sous domination ibérique.
Dans son intervention, le conservateur semble catégorique, les inventaires du Louvre ont toujours été corrects. 
La confusion ne remonterait qu'au début du XIXème siècle. Le fautif serait le peintre Ingres qui en a effectué une reproduction via une gravure aux fins de reproduction. Sur cette gravure, il apporta par erreur ou commodité, la mention «La belle Ferronière», qui fut donc reprise par les ateliers d'impression. 
En effet, ce tableau portait au Louvre la mention «portrait anonyme». Pour favoriser la diffusion de la gravure, il était plus intéressant d'attribuer un nom et donc une histoire, fût-ce de façon artificielle. Le mythe de la Ferronière, reprenant un épisode de l'histoire de France, s'étant diffusé dans toute l'Europe, on trouve dans un musée polonais une œuvre sur laquelle l'un de ses propriétaires successifs a ajouté la même mention (en polonais), alors même que cette œuvre n'a aucun lien.
À l'époque, la gravure était le mode commun de transmission pour qui souhaitait un facsimilé d'une œuvre. La diffusion de masse de cette gravure contribua à diffuser le mythe populaire de «La belle Ferronière», mais attaché à un portrait erroné, les dénis du musée du Louvre, des historiens, concernant cette méprise ne purent rien, l'erreur se diffusa trop largement dans la culture européenne, ce qui força le musée à reprendre cette erreur dans ses notices d'exposition vu que les gens venaient au musée pour voir le fausse Ferronière. La forte popularisation de ce mythe se confirme par différentes œuvres théâtrales, des références picturales au sein de peintures à caractère historique, différentes pièces musicales, des porcelaines... tous se référant systématiquement aux faux portrait popularisé par Ingres. Différentes gravures du XIXème attestent que se développa, notamment chez les femmes françaises de cette époque une mode, celle de porter ce fameux bijou sur le front.
Il faut ajouter qu'au XIXème, Mona Lisa était plus ou moins dans l'ombre. La grande star européenne était cette fausse belle Ferronière, qui avait donc un rayonnement comparable à la Mona Lisa d'aujourd'hui. Ce n'est qu'au courant du XXe siècle que la Joconde prendra toute la lumière et supplantera sa concurrente.
Cela peut donc expliquer que c'est courant XIXème, et pas avant, que s'effectua l'assimilation du nom propre Ferronière avec le simple bijou, accréditant l'idée que le nom propre est bien à l'origine du nom commun.

## Modes
L'ornement original, appelé plus tard ferronnière, était populaire dans l'Italie du XVe siècle.
La ferronnière du XIXe siècle a été portée de la fin des années 1820 au début des années 1840, époque à laquelle on considérait qu'elle mettait en valeur un front haut, et dans les années 1850, elle était passée de mode. Une source contemporaine de 1831[Laquelle ?] décrit la ferronnière comme « une petite tresse de cheveux, ornée au centre du front par un grand brillant, duquel dépend un autre brillant en forme de poire ». Elle a été décrite comme l'un des exemples d'historicisme les plus portés dans la mode victorienne, portée en hommage à la Renaissance aux côtés de ceintures perlées appelées cordelières, inspirées de vêtements médiévaux, et de coiffures portant le nom de femmes historiques telles qu'Agnès Sorel et Blanche de Castille. La ferronnière pouvait être portée de jour comme de nuit. Les termes alternatifs pour désigner des ornements similaires étaient la bandelette et le tour de tête.

## Galerie

Ferronières de la Renaissance
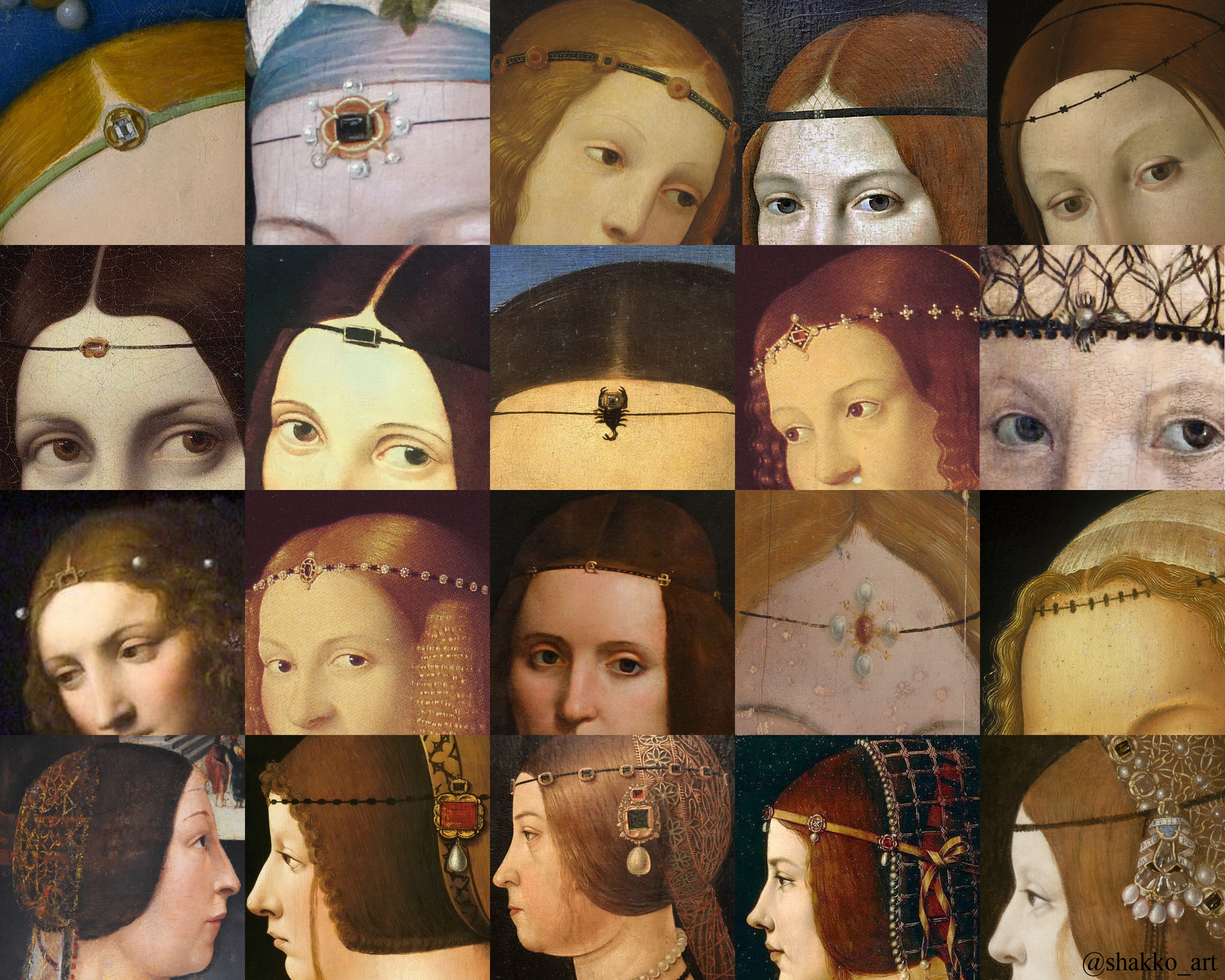
Ferronnières de la Renaissance dans la peinture
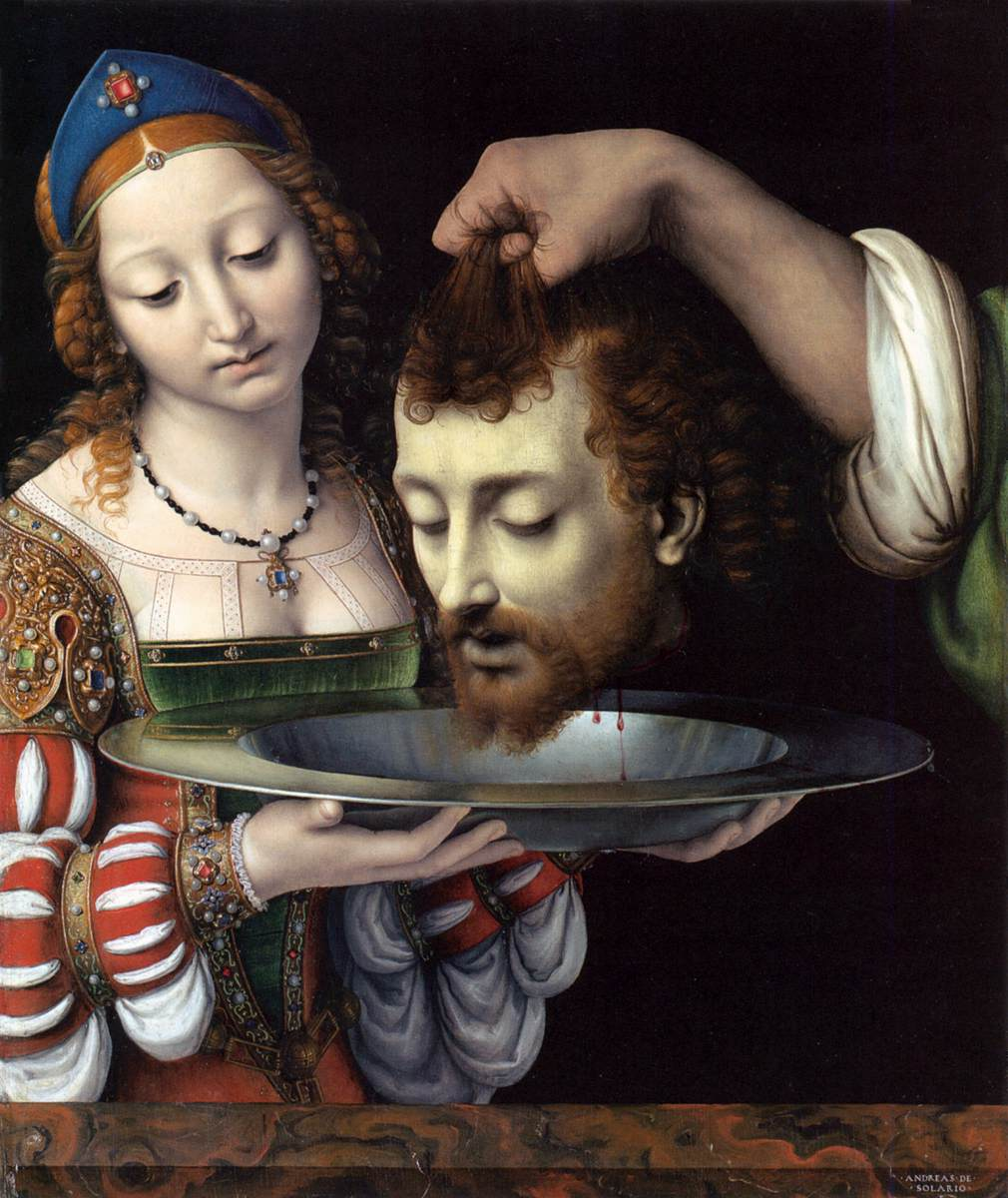
Salomé et la tête de Saint Jean-Baptiste, Andrea Solari
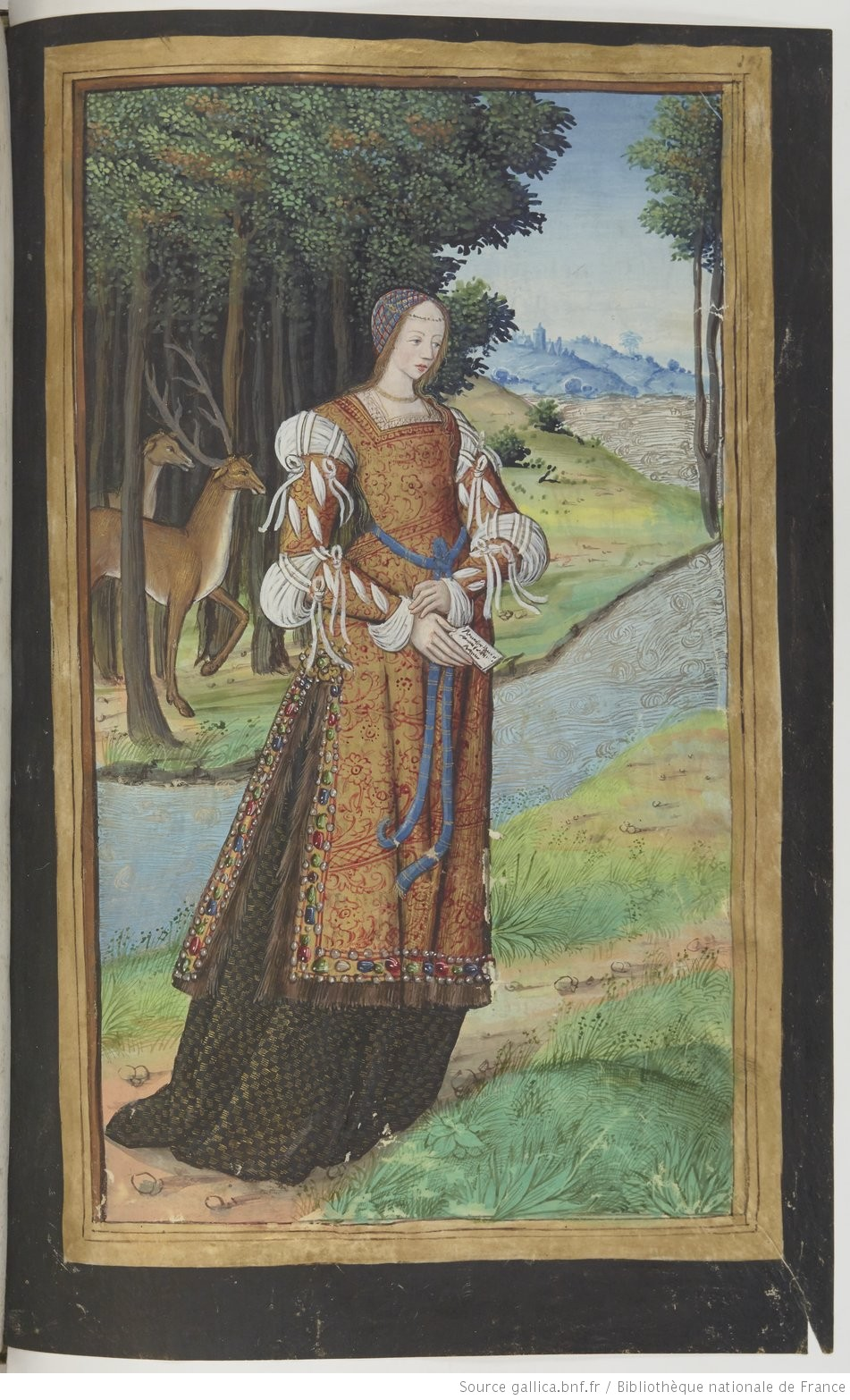
Œnone,  auteur inconnu
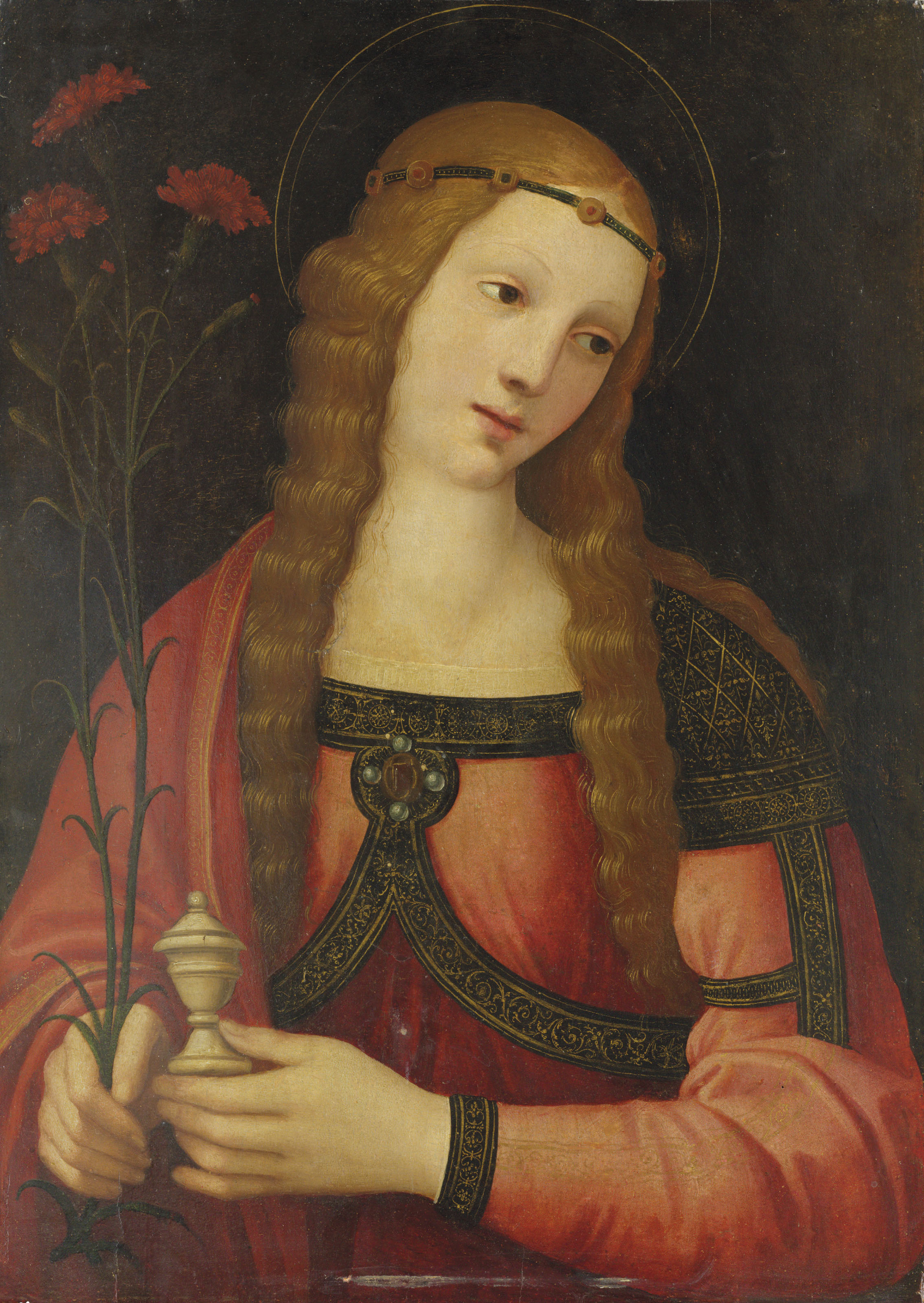
Marie-Madeleine, Callisto Piazza
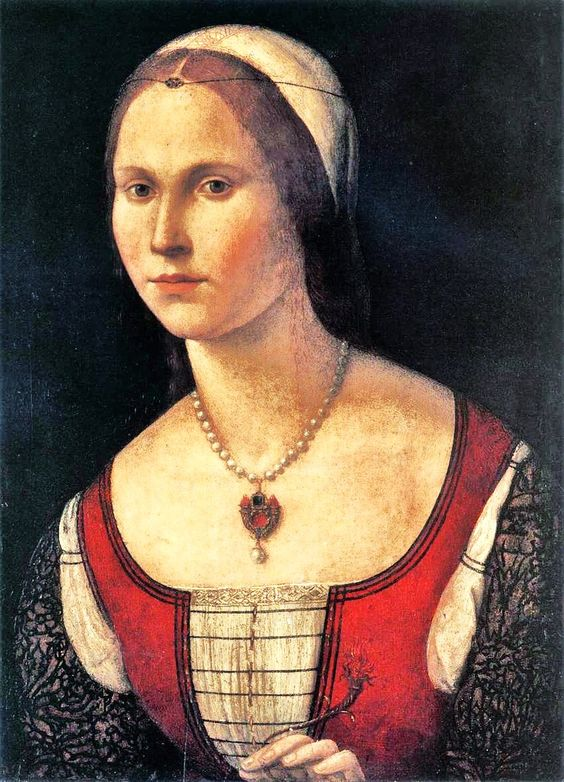
Portrait d'une jeune femme, Vittore Carpaccio
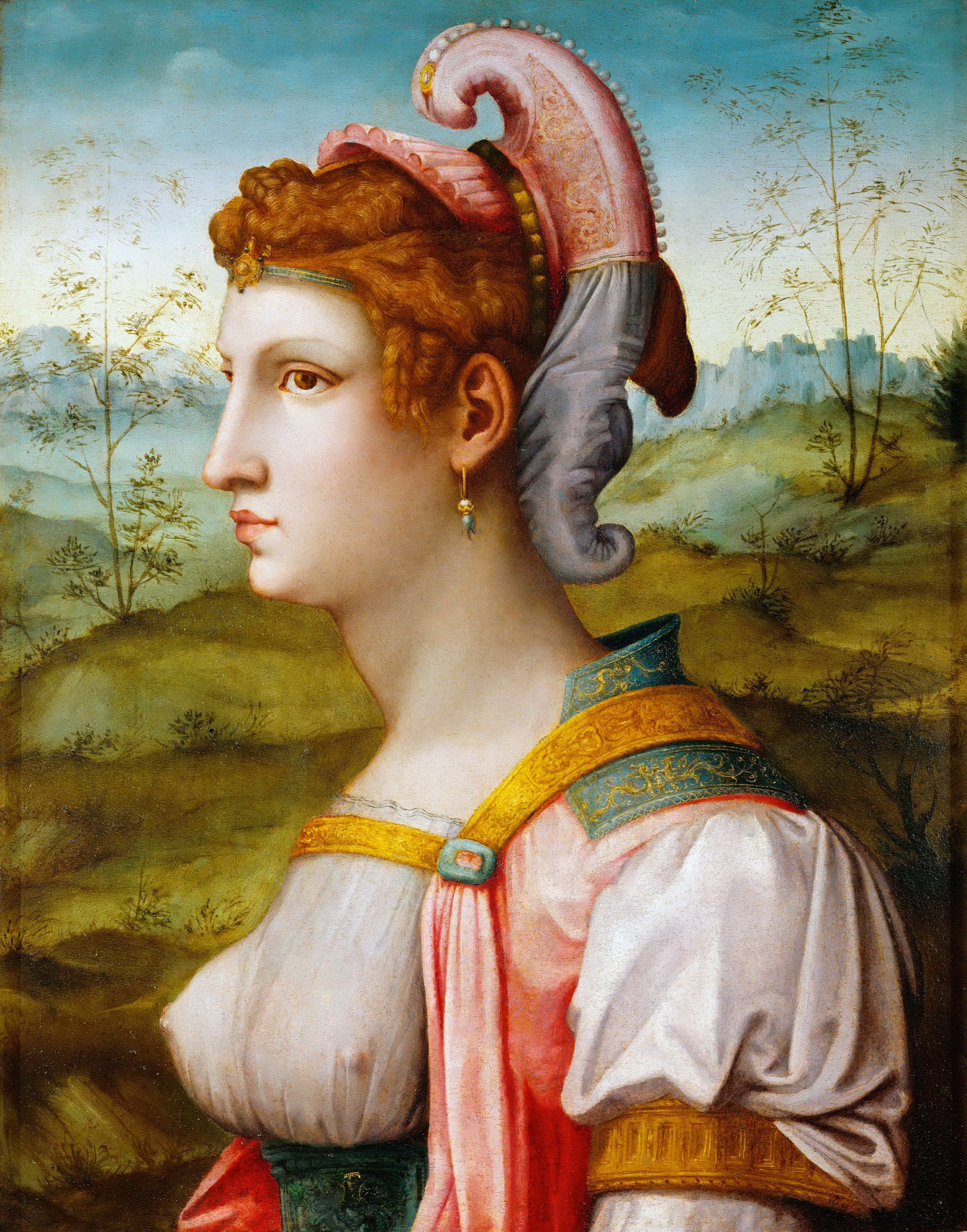
Sibylle, Francesco d'Ubertino

Ferronnières du XIXe siècle
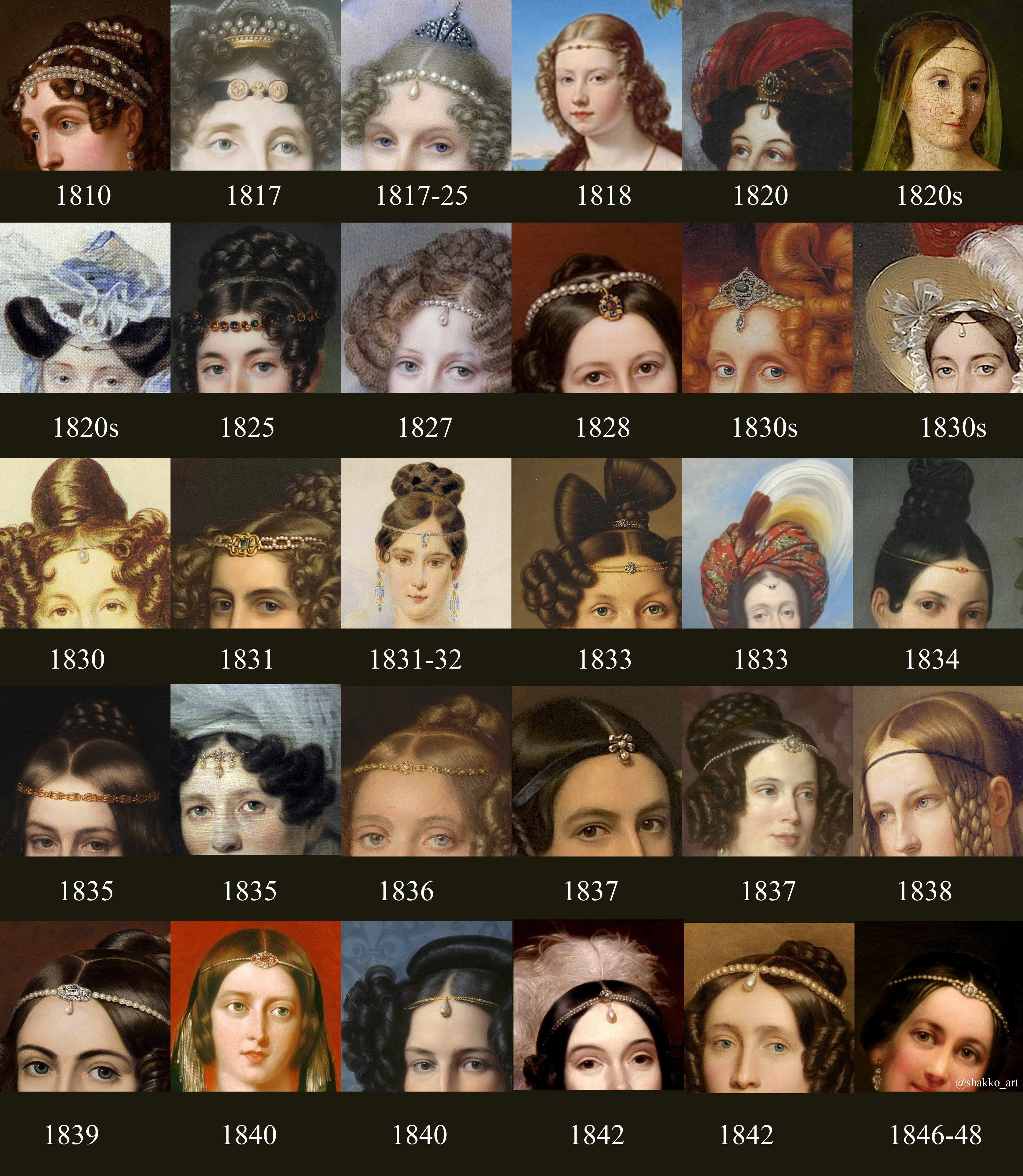
Ferronnières du XIXe siècle dans la peinture
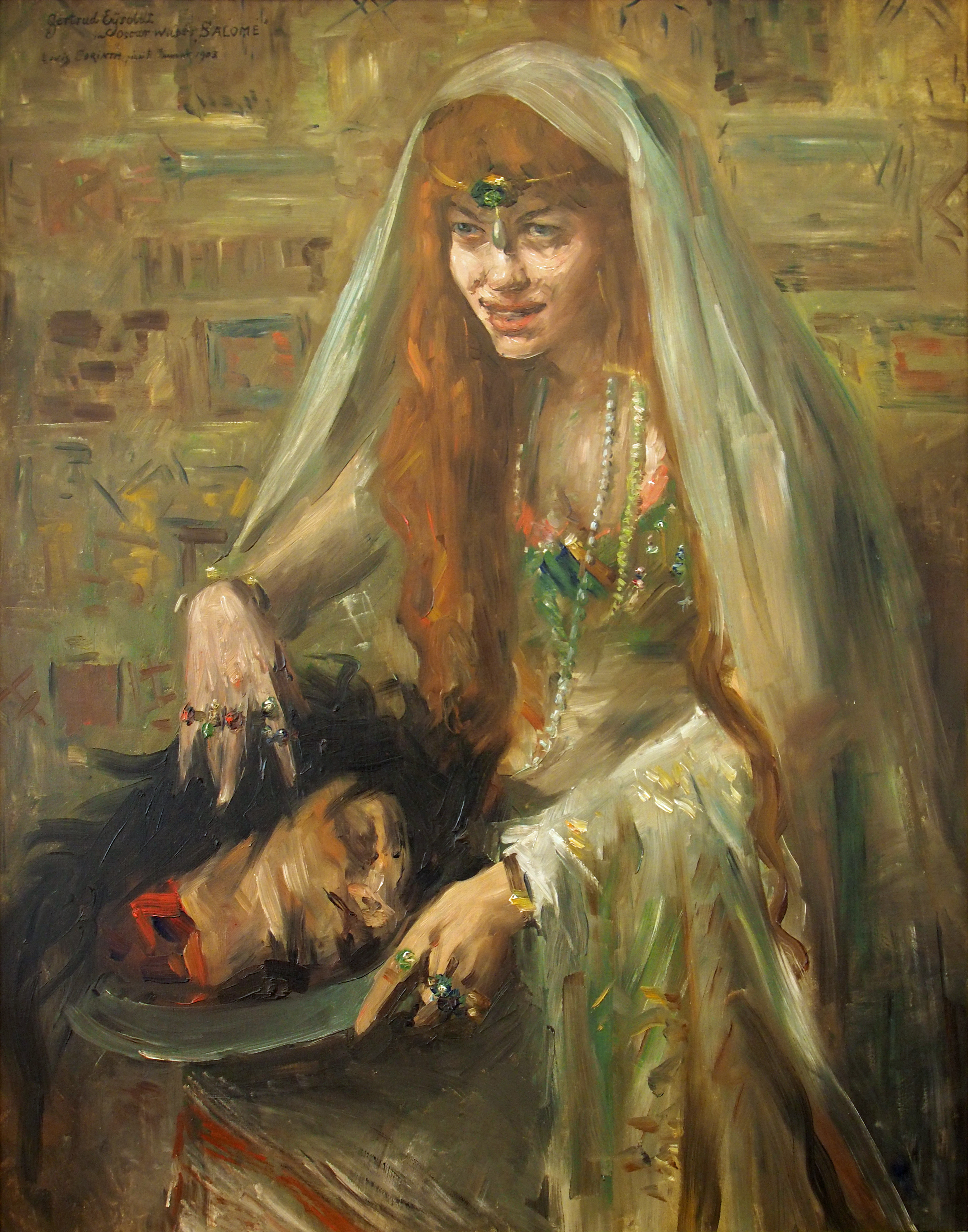
Gertrud Eysoldt (de) en Salomé, Lovis Corinth
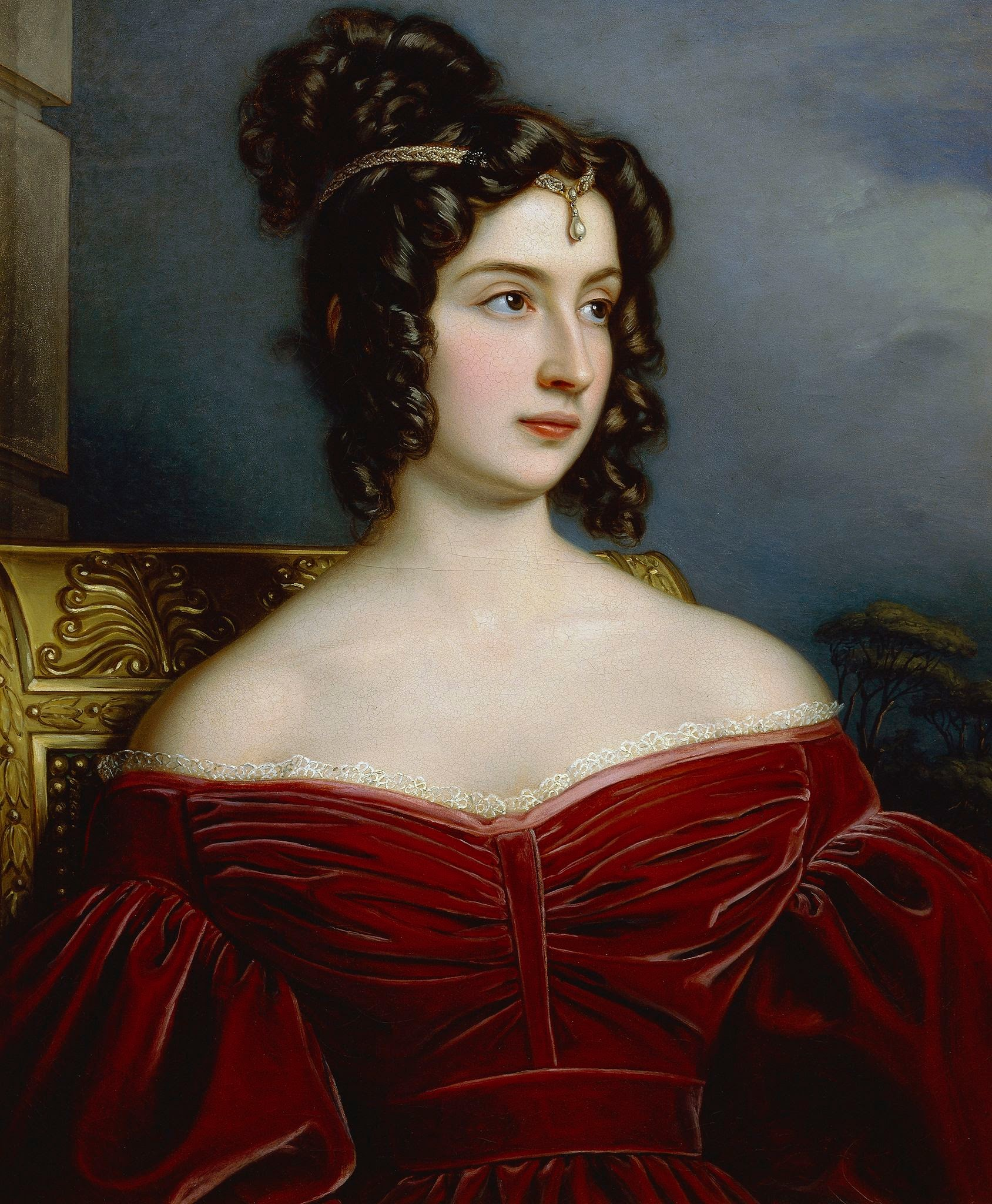
Marianna Marchesa Florenzi, Joseph Karl Stieler
Portrait de Amélie de Leuchtenberg par Friedrich Dürck
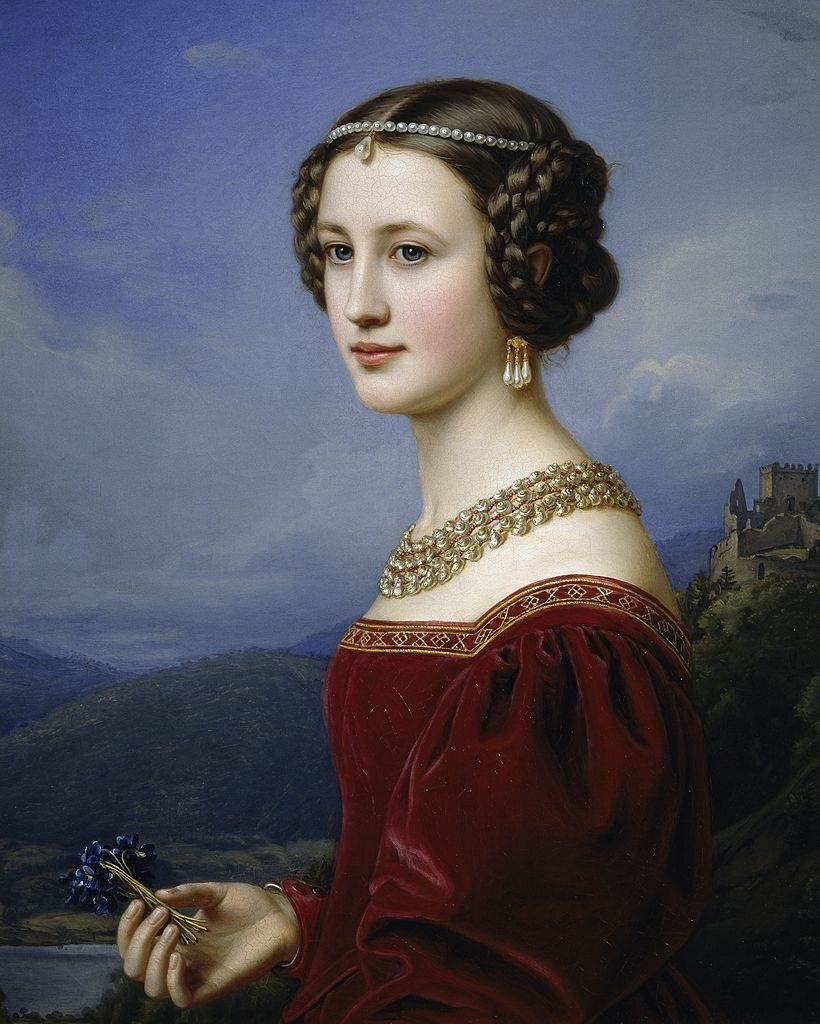
Cornelia Vetterlein par Joseph Karl Stieler
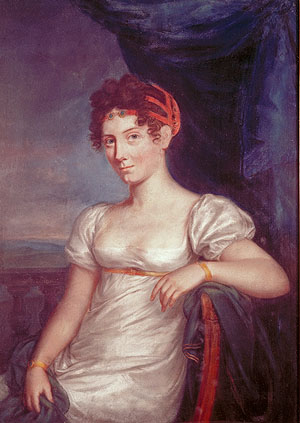
Stéphanie de Beauharnais, auteur  inconnu